# El hombre menstrual
El hombre menstrual es una película documental de 2013 por Amit Virmani. La película cuenta la historia de Arunachalam Muruganantham, un empresario social e inventor indio cuyas máquinas permiten a las mujeres rurales la fabricación de toallas sanitarias de bajo costo para sus comunidades. Se estrenó en el Full Frame Documentary Film Festival y el mismo año fue votada un Top diez audiencia favorita en Hot Docs y IDFA. La película fue nominada a mejor documental en el Asia Pacific Screen Awards.

## Producción
Virmani primero leyó por primera vez sobre Muruganantham en diciembre de 2011 y atraído instantáneamente por su historia porque "jugó como en una película de Bollywood". Se contactó con Muruganantham y empezó a filmar en enero de 2012 acompañando al inventor alrededor de India por los siguientes cinco meses. En junio de 2012, Virmani y su coproductor, Seah Kui Luan, aseguraron la financiación de la Media Development Authority of Singapur para filmar las recreaciones y la postproducción completa de la película. Virmani también licenció secuencias de películas de Bollywood para su uso en la película.

## Recepción
El hombre menstrual recibió críticas positivas. Escribiendo en NOW, la autora canadiense feminista y activista Susan G. Cole señaló la cinematografía inteligente detrás de la película, agregando que "tiene mucho sentido por el final, cuando te das cuenta que Muruganantham y los educadores masculinos con quienes trabajó son feministas honorarias". John Lui de The Straits Times dio a la película cuatro estrellas y media, observando que la película evita ser "all po-faced liberal-guilt seriousness" con su uso de clips clásicos de Bollywood y gracias a su carismático protagonista. El columnista de PBS POV, Tom Roston, llamó a la película su mayor descubrimiento en el festival Hot Docs de 2013, describiendo la película como "una historia atractiva, divertida y rompe corazones del poder de lo que un hombre ordinario puede lograr". Sin embargo, sintió que el título disuadiría a audiencias de ver la película y que la negativa de Virmani a cambiar su título podría inhibir el éxito de la misma. Virmani defendió su decisión, indicando que la gente sintiendo vergüenza para hablar sobre la menstruación era una gran parte del problema de la higiene de las mujeres en la India rural. "Si cambiara el título porque la gente educada pueda no ver la película, entonces soy un hipócrita. Me convierto en parte del problema".